# تارجي غولبراندسن
تارجي غولبراندسن (بالنرويجية البوكمول: Terje Gulbrandsen)‏ هو لاعب كرة قدم نرويجي، ولد في 29 نوفمبر 1944 في أوسلو في النرويج، وتوفي في 25 سبتمبر 2015. شارك مع منتخب النرويج تحت 21 سنة لكرة القدم ومنتخب النرويج لكرة القدم. أما مع النوادي، فقد لعب مع نادي شايد ونادي فوليرينغا.

## وصلات خارجية
- تارجي غولبراندسن على موقع اتحاد النرويج (النرويجية)
- تارجي غولبراندسن على موقع قاعدة بيانات كرة القدم.إي يو (الإنجليزية)
- تارجي غولبراندسن على موقع ناشيونال فوتبول تيمز (الإنجليزية)
- تارجي غولبراندسن على موقع عالم كرة القدم.نت (الإنجليزية)